# LEGO Star Wars: Il videogioco
LEGO Star Wars: Il videogioco è un videogioco del 2005 ambientato nell'universo fittizio creato dall'unione del mondo LEGO e quello di Guerre stellari ambientato nei primi tre episodi della saga (Episodio I, II e III). Si tratta del primo videogioco LEGO sviluppato con la licenza di un altro franchise.
È stato sviluppato da Traveller's Tales, pubblicato e distribuito da Eidos Interactive e LucasArts in Nord America e da Activision nel resto del mondo. È disponibile su Microsoft Windows, Apple Macintosh, Nintendo GameCube e Xbox.
Il seguito, LEGO Star Wars II: La trilogia classica, è stato distribuito nel 2006, mentre nel 2007 è stata distribuita una versione comprendente entrambe le trilogie, LEGO Star Wars: La saga completa.

## Trama
La storia segue fedelmente la narrazione dei primi tre episodi di Guerre stellari, interpretati, però, dai famosi LEGO. Ogni livello rappresenta i tre prequel, composti ognuno da 6 capitoli che segue le gesta degli eroi presenti nei film.